# Lijst van rijksmonumenten in Terheijden
De plaats Terheijden telt 18 inschrijvingen in het rijksmonumentenregister. Hieronder een overzicht.
| Object | Oorspronkelijke functie?  | Bouwjaar                             | Architect | Locatie                                                 | Coördinaten?                  | Nr.?   | Afbeelding                           |
| --- | ------------------------- | ------------------------------------ | --------- | ------------------------------------------------------- | ----------------------------- | ------ | ------------------------------------ |
| Herenhuis in Empire trant | Woonhuis                  | begin 19e eeuw                       |           | Hoofdstraat 42                                          | 51° 38' 25" NB, 4° 45' 20" OL | 34988  | Meer afbeeldingen                    |
| Munnikenhof | Boerderij                 | eerste helft 19e eeuw                |           | Hoofdstraat 161                                         | 51° 38' 18" NB, 4° 45' 36" OL | 34989  | Meer afbeeldingen                    |
| Sint-Antonius Abtkerk (Terheijden) | Kerk en kerkonderdeel     |                                      |           | Markstraat 2                                            | 51° 38' 34" NB, 4° 45' 8" OL  | 34990  | Meer afbeeldingen                    |
| Huis onder dwars zadeldak tussen zij-topgevels; schoorsteen met spitsen en windvanen afgedekt. Woongedeelte met gebosseerd gepleisterde gevels | Boerderij                 | 19e eeuw                             |           | Molenstraat 38                                          | 51° 38' 44" NB, 4° 44' 44" OL | 34991  | Meer afbeeldingen                    |
| De Arend (Terheijden) | Industrie- en poldermolen | 1742 / 1756                          |           | Molenstraat 40                                          | 51° 38' 45" NB, 4° 44' 43" OL | 34992  | Meer afbeeldingen                    |
| Klassicistische zaalgebouw met klokkentorentje op de voorgevel                                                                                 | Kerk en kerkonderdeel     | 1809                                 |           | Raadhuisstraat 1                                        | 51° 38' 34" NB, 4° 45' 13" OL | 34993  | Meer afbeeldingen                    |
| Dorpswoning onder dwars zadeldak, met zesdelige schuiframen                                                                                    | Woonhuis                  | eind 18e of begin 19e eeuw           |           | Raadhuisstraat 45                                       | 51° 38' 40" NB, 4° 45' 5" OL  | 34994  | Meer afbeeldingen                    |
| "Het Hooghuis". Herenhuis in Empire trant, met omlijste ingang                                                                                 | Woonhuis                  |                                      |           | Raadhuisstraat 26                                       | 51° 38' 40" NB, 4° 45' 4" OL  | 34995  | Meer afbeeldingen                    |
| Tweebeukig dwarshuis met gepleisterde lijstgevel                                                                                               | Woonhuis                  | 18e of begin 19e eeuw                |           | Raadhuisstraat 42                                       | 51° 38' 41" NB, 4° 45' 1" OL  | 34996  | Meer afbeeldingen                    |
| Voormalig blokhuis bij de Kleine Schans, thans boerderij                                                                                       | Militair wachtgebouw      |                                      |           | Schansstraat 17                                         | 51° 38' 38" NB, 4° 44' 52" OL | 34997  | Meer afbeeldingen                    |
| Kleine Schans, samenstel van vier bastions | Fort, vesting en -onderdl | 1590 aangelegd, in 1624 herbouwd     |           | Schansstraat bij 16                                     | 51° 38' 39" NB, 4° 44' 43" OL | 34998  | Meer afbeeldingen                    |
| Linie van de Munnikenhof; gebastionneerde linie                                                                                                | Open verdedigingswerk     | 1590                                 |           | Munnikenhof bij 14                                      | 51° 38' 29" NB, 4° 47' 10" OL | 34999  | Upload foto                          |
| Woonhuis | Woonhuis                  | 1845/kern 18e eeuw                   |           | Hoofdstraat 16                                          | 51° 38' 29" NB, 4° 45' 15" OL | 521494 | Upload foto                          |
| Veeschuur | Boerderij                 | laat-19de-eeuws                      |           | Schepenhof 20                                           | 51° 38' 29" NB, 4° 45' 13" OL | 521495 | Upload foto                          |
| Landarbeiderswoning | Woonhuis                  | laat-19de-eeuws                      |           | Houtganzewei nabij Noordplaat en Gat van Kampen (kreek) | 51° 45' 1" NB, 4° 47' 22" OL  | 521496 | Upload foto                          |
| Woonhuis met naast gelegen koetshuis | Woonhuis                  | 1850-1875                            |           | Hoofdstraat 6                                           | 51° 38' 31" NB, 4° 45' 14" OL | 521502 | Meer afbeeldingen                    |
| Woonhuis met naast gelegen koetshuis | Woonhuis                  | ca. 1890                             |           | Hoofdstraat 40                                          | 51° 38' 25" NB, 4° 45' 19" OL | 521503 | Woonhuis met naast gelegen koetshuis |
| Woonhuis met naast gelegen koetshuis | Woonhuis                  | 1878 (woonhuis) ca. 1890 (koetshuis) |           | Raadhuisstraat 31                                       | 51° 38' 37" NB, 4° 45' 8" OL  | 521504 | Meer afbeeldingen                    |